# Analogpräparat
Ein Analogpräparat, oft auch Me-too-Präparat genannt, ist ein Arzneimittel, das einen Arzneistoff enthält, der im Vergleich zu einem früher eingeführten Arzneistoff keine oder nur marginale therapeutische Unterschiede aufweist.
Arzneimittel, die Arzneistoffe enthalten, die zu einer relevanten Verbesserung der pharmakodynamischen oder pharmakokinetischen Eigenschaften bereits bekannter Wirkprinzipien führen, werden nicht zu den Analogpräparaten gerechnet.

## Wirkstoffstruktur
Analogpräparate enthalten neue Arzneistoffe, die im Vergleich zu existierenden Arzneistoffen eine leicht veränderte Molekülstruktur zeigen. Sie sind nicht mit Generika zu verwechseln, die im Vergleich zum Originalpräparat identische Wirkstoffe enthalten.

## Entstehung
Analogpräparate werden entweder vom Hersteller des ursprünglichen Arzneimittels als Weiterentwicklung auf dem Markt gebracht, wobei der neue Wirkstoff durch die neue Molekülstruktur erneut patentierbar ist, oder sie werden von einem Konkurrenzunternehmen entwickelt. Zum einen kann es sich bei den Konkurrenzentwicklungen um Entwicklungsprogramme handeln, die zeitgleich durchgeführt aber später beendet wurden; zum anderen können gezielt Lücken im Originalpatent ausgenutzt werden, um in der Produktklasse ebenfalls ein Produkt an den Markt bringen zu können. Solche Produkte werden auch Me-too-Präparate im engeren Sinne genannt (engl. Me too = ich auch).

## Anteil an neu zugelassenen Arzneimitteln
2006 wurden insgesamt 27 neue Arzneimittel zugelassen. Davon wurden lediglich zwei eindeutig als Analogpräparate eingestuft, zwei weitere wurden nicht eindeutig klassifiziert. Alle anderen Arzneimittel wurden als innovativ eingestuft. In früheren Jahren lag der Anteil von als Analogpräparat klassifizierten Neuzulassungen deutlich höher.

## Therapeutischer Nutzen
Der Mehrwert von Analogpräparaten ist umstritten. Während die pharmazeutische Industrie von wichtigen Schrittinnovationen spricht, kritisieren Krankenkassen und Politik ebenso wie der Arzneiverordnungs-Report diese Arzneimittel als Scheininnovationen, die keinen oder nur einen unbedeutenden Zusatznutzen bringen und somit nur auf den Markt gebracht werden, um Marktanteile zu sichern oder die gesetzlichen Regelungen zur Preissenkung von Arzneimitteln zu umgehen.
Eine differenzierte Darstellung zur Bewertung von Arzneimittelinnovationen findet sich in einem Positionspapier der Deutschen Pharmazeutischen Gesellschaft. Die Gesellschaft warnt davor, alle der Leitsubstanz einer Wirkstoffklasse folgenden Wirkstoffen a priori als lediglich nachahmende „Me-too-Präparate“ abzutun. Die große Mehrzahl der derzeit prominentesten Arzneistoffe sei durch Schrittinnovationen entstanden.

## Erstattung
Aufgrund des umstrittenen Nutzens sind Analogpräparate Ziel von gesetzlichen Sparmaßnahmen. In Deutschland werden auch patentgeschützte Analogpräparate, die keine therapeutische Verbesserung oder  verringerte Nebenwirkungen mit sich bringen, seit dem am 1. Januar 2004 in Kraft getretenen GKV-Modernisierungsgesetz (GMG) in die zweite  Festbetragsgruppe aufgenommen. Gesetzlich Krankenversicherte müssen für solche Arzneimittel Beträge, die über die Festbeträge hinausgehen, selbst zahlen, auch wenn Zuzahlungsbefreiung besteht.